# Cro-Mags
A Cro-Mags (kiejtése: "krómegsz") egy crossover thrash/hardcore-punk együttes, amely 1981-ben alakult meg New Yorkban. Első nagylemezüket 1986-ban jelentették meg. Az "It's the Limit" című számuk a 2008-as Grand Theft Auto IV videójátékban is hallható. Hardcore punk együttesként kezdték, az évek alatt tértek át a crossover thrash, illetve a thrash metal műfajokra.
Harley Flanagan alapító tag 2018 májusában beperelte John Josephet és Mackie Jayson-t azzal a váddal, hogy "átvették a zenekara felett a hatalmat". A pert végül Flanagan nyerte meg, aki a Cro-Mags név jogos tulajdonosa. Joseph és Jayson pedig "Cro-Mags JM" néven koncerteznek tovább.
2019-ben három új dalt rögzítettek, Drag You Under, No One's Victim és Don't Give In címekkel. 2020-ban pedig új stúdióalbumot jelentetnek meg.

## Tagok
- John Joseph McGowan – ének (1984–1987, 1991–1999, 2002–2003, 2008–)
- Maxwell Jayson – dobfelszerelés (1984–1986, 1996–1999, 2008–)
- A.J. Novello – gitár (2002–2003, 2008–)
- Mike Couls – basszusgitár (2012–)

## Diszkográfia

### Stúdióalbumok
- The Age of Quarrel (1986)
- Best Wishes (1989)
- Alpha Omega (1992)
- Near Death Experience (1993)
- Revenge (2000)
- In the Beginning (2020)[3]